# Jubilejní medaile krále Haralda V. 1991–2016
Jubilejní medaile krále Haralda V. 1991–2005 (norsky Kong Harald Vs jubileumsmedalje 1991–2016) je norská pamětní medaile založená roku 2016 norským králem Haraldem V.

## Historie a pravidla udílení
Medaile byla založena králem Haraldem V. roku 2016 na památku dvacátého pátého výročí nástupu krále Haralda V. na trůn. Medaile byla udělena členům královské rodiny, zaměstnancům královského dvora, soudcům, významným vládním úředníkům a dalším, včetně zahraničních hostů. Medaile se v hierarchii norských řádů nachází na 38. místě.
Autorkou vzhledu medaile je zlatnice Ingrid Austlid Rise. Vyrobena byla firmou Carl Poellath. Celkem byla udělena 365 lidem.

## Popis medaile
Medaile kulatého tvaru o průměru 30 mm je vyrobena ze stříbra. Na přední straně je podobizna krále Haralda V. Král je vyobrazen bez koruny. Portrét je obklopen nápisem HARALD V NORGES KONGE • ALT FOR NORGE. Na zadní straně je královský monogram. Medaile je převýšena královskou korunou.
Stuha je červená se stříbrnou sponou s nápisem 1991–2016.